# Čamalali
Čamalali (Чамалалы).- malobrojan narod naseljen u nekoliko sela u dristriktu Tsumada u Dagestanu i Čečeniji. Sela im se nalaze na lijevoj obali rijeke Andi-Koisu, a glavna su Donji-Gaquar, Agual, Tsumada, Urukh, Gachitl, Quenkh, Gigatl i Gadуr. Susjedi Čamalala su Godoberi na sjeveru, Avarci, Bagulali i Tindi na sjeveru i na jugu, također Avarci. 
Sami sebe nazivaju chamalaldu, dok svoj jezik nazivaju chamalaldub mitchtch, a član je andijske podgrupe avarsko-andodidojskih jezika, nahsko-dagestanske ili sjeverozapadne kavkaske porodice jezika. Chamalaldub mitchtch ima dva dijalekta, Gaquar i Gigatl. Svojih pismena Čamalalci nemaju, pa se služe avarskim pismom.
Po vjeri su muslimani, a islam su u 8. i 9. stoljeću uveli Arapi.
Antropološki naginju kavkaskom tipu a etnokulturno nalikuju Avarcima, s nekim razlikama u narodnim običajima i tradicijama.
Ekonomija Čamalalaca počiva na sezonskoj ispaši stoke, napose ovaca a manje goveda i koza. Zemljoradnja ima minorniji značaj, a nešto obradivog tla imaju na irigiranim terasastim poljima. Imaju bogat narodni folklor; pjesme i plesovi.
Ima ih oko 5,000 5,000 (1990 Kibrik).

## Vanjske poveznice
- Чамалалы - Россия, Russia
- The Chamalals
- The Chamalals